# Antona indecisa
Antona indecisa là một loài bướm đêm thuộc phân họ Arctiinae, họ Erebidae.